# Ecosistem
Ecosistem este o noțiune în domeniul ecologiei, definită în anul 1935 de botanistul Arthur George Tansley (1871-1955), într-un articol publicat în revista Ecology, pentru a desemna o unitate de funcționare și organizare a ecosferei alcătuită din biotop și biocenoză și capabilă de productivitate biologică. Ecosistemul cuprinde și relațiile dintre biotop și biocenoză și relațiile dintre organismele biocenozei. Componentele ecosistemului dezvoltă o rețea densă de dependențe, schimburi de energie, de informații și de materie, care permit menținerea și dezvoltarea vieții. Pentru ca un ecosistem să fie funcțional este necesar să conțină trei elemente de bază: elemente producătoare, elemente consumatoare și elemente reducătoare (sau <re->mineralizatoare) (cu unele excepții, ultimul element poate să lipsească în unele ecosisteme). 
Biotopul reprezintă totalitatea factorilor abiotici prezenți într-un spațiu bine determinat care asigură existența viețuitoarelor.Biocenoza cuprinde comunitatea de populații ( plante, animale, micro-organisme ) caracteristice unui biotop, aflate în relațiile specifice ( apărare, răspândire si hrănire ).
Cum influențează biocenoza biotopul:
- viețuitoarele au rol în circuitul substanțelor în natură;
- organismele moarte modifică proprietățile solului, îmbogățindu-l în săruri minerale;
- eroziunea solului reduce intensitatea vântului;
- coroana arborilor reduce cantitatea de radiații care ajunge la nivelul solului.Un ecosistem nu are granițe definite, astfel el poate avea dimensiuni foarte mari (deșertul Sahara), sau dimensiuni foarte mici (un iaz).

## Clasificarea ecosistemelor
După locul în care se găsesc, ecosistemele sunt în general clasificate în:
- Ecosisteme acvatice;
- Ecosisteme terestre.

O altă clasificare a ecosistemelor este următoarea:
- ecosistem autotrof - ecosistem în care predomină activitatea plantelor verzi, și care se poate autosusține.
- ecosistem heterotrof - ecosistem în care predomină activitatea organismelor consumatoare.
- ecosistem tânăr - ecosistem în care producția plantelor verzi întrece consumul organismelor heterotrofe.
- ecosistem matur - ecosistem în care producția plantelor verzi este aproximativ egală cu cea a organismelor consumatoare.
- ecosistem natural - ecosistem care a apărut spontan, prin lupta pentru existență a speciilor vegetale și animale, în care omul nu a avut nici un rol în modificarea densității, abundenței și diversității organismelor.
- ecosistem antropogen - ecosistem în care intervenția omului este parțială sau totală.
- ecosistem uman - ansamblul planetar în interacțiune al populațiilor umane, împreună cu factorii de mediu.

Zona de întrepătrundere a două ecosisteme, de exemplu o pășune naturală și un ecosistem agricol, se numește ecoton.
Totalitatea ecosistemelor formează ecosfera
Ecosistemele sunt naturale și artificiale.
Ecosisteme naturale:
- terestre ( pădurea );
- acvatic ( lac natural ).
Ecosisteme artificiale:
- terestre ( livada );
- acvatice ( lac artificial ).